# Stazione di Ishidoriya
La stazione di Ishidoriya (石鳥谷駅?, Ishidoriya-eki) è una stazione ferroviaria situata nella città di Hanamaki, nella prefettura di Iwate, ed è servita dalla linea principale Tōhoku della JR East.

## Linee ferroviarie
East Japan Railway Company
■ Linea principale Tōhoku

## Struttura
La stazione è costituita da due marciapiedi laterali collegati da sovrappassaggio con due binari passanti. La biglietteria è aperta dalle 6:45 alle 15:35 nei giorni feriali e dalle 8:15 alle 15:35 nei sabato e festivi.
| 1 | ■ Linea principale Tōhoku | per Kitakami e Ichinoseki |
| 2 | ■ Linea principale Tōhoku | per Hizume e Morioka      |

## Stazioni adiacenti
| «                                          | Servizio                | »                       |
| Linea principale Tōhoku                    | Linea principale Tōhoku | Linea principale Tōhoku |
| ------------------------------------------ | ----------------------- | ----------------------- |
| Hanamaki Aeroporto                         | Locale                  | Hizume                  |
| I rapidi "Aterui" e "Hamayuri" non fermano |                         |                         |